# Гликур
Гликур (фр. Glicourt) насеље је и општина у северној Француској у региону Горња Нормандија, у департману Приморска Сена која припада префектури Дјеп.
По подацима из 2011. године у општини је живело 215 становника, а густина насељености је износила 46,94 становника/km². Општина се простире на површини од 4,58 km². Налази се на средњој надморској висини од 100 метара (максималној 131 m, а минималној 56 m).

## Демографија
| 1962. | 1968. | 1975. | 1982. | 1990. | 1999. | 2011. |
| ----- | ----- | ----- | ----- | ----- | ----- | ----- |
| 152   | 157   | 170   | 212   | 198   | 191   | 215   |

График промене броја становника у току последњих година